# Baie-D’Urfé
Baie-D’Urfé ist eine Stadt im Südwesten der kanadischen Provinz Québec. Sie liegt auf der Île de Montréal westlich von Montreal. Die Stadt hat eine Fläche von 6,03 km² und zählt 3823 Einwohner (Stand: 2016).

## Geographie
Baie-D’Urfé liegt im Westen der Île de Montréal in der Region West Island, am Nordufer des Lac Saint-Louis. Die Gemeinde grenzt im Westen an Sainte-Anne-de-Bellevue und im Osten an Beaconsfield. Sie hat einen ausgeprägt ländlichen Charakter bewahrt, akzentuiert durch das Fehlen von Trottoirs und einer geringen Anzahl kommerzieller Betriebe. Das Stadtzentrum von Montreal ist rund 28 Kilometer entfernt.

## Geschichte

Stadtwappen

Der katholische Priester François-Saturnin Lascaris d’Urfé vom Sulpizianerorden gründete 1685 an einer Bucht des Lac Saint-Louis eine kleine Siedlung, die wenige Jahre später nach ihm benannt wurde. 1855 eröffnete die Grand Trunk Railway eine Eisenbahnlinie und das Dorf erhielt einen Bahnhof. Die Eröffnung des Macdonald Campus, der landwirtschaftlichen Fakultät der McGill University im benachbarten Sainte-Anne-de-Bellevue, löste einen Wachstumsschub aus. Im Jahr 1910 erfolgte die Gründung der Gemeinde. Wie andere Gemeinden im Westen der Insel besitzt Baie-D’Urfé seit jeher einen überdurchschnittlich hohen Anteil englischsprachiger Einwohner. Seit 1980 ist die Gemeinde Standort der Deutschen Internationalen Schule.
Am 1. Januar 2002 wurden 27 Gemeinden auf der Insel mit Montreal fusioniert. Besonders in Gemeinden mit einem hohen Anteil an Englischsprachigen regte sich Widerstand, da diese Maßnahme von der Provinzregierung der separatistischen Parti Québécois angeordnet worden war. Ab 2003 stellte die Parti libéral du Québec die Regierung und versprach, die Gemeindefusionen rückgängig zu machen. Am 20. Juli 2004 fanden in 22 ehemaligen Gemeinden Referenden statt. In Baie-D’Urfé sprachen sich 92,9 % der Wahlbeteiligten für die Trennung aus. Die Gemeinde wurde am 1. Januar 2006 neu gegründet, musste aber zahlreiche Kompetenzen an den Gemeindeverband abtreten.

## Bevölkerung
Gemäß der Volkszählung 2011 zählte Baie-D’Urfé 3.850 Einwohner, was einer Bevölkerungsdichte von 638,5 Einw./km² entspricht. 53,8 % der Bevölkerung gaben Englisch als Hauptsprache an, der Anteil des Französischen betrug 21,7 %. Als zweisprachig (Französisch und Englisch) bezeichneten sich 2,3 %, auf andere Sprachen und Mehrfachantworten entfielen 22,2 % (darunter 5,7 % Deutsch, 2,0 % Italienisch und 1,4 % Spanisch). Ausschließlich Englisch sprachen 23,7 %, ausschließlich Französisch 1,7 %. Im Jahr 2001 waren 51,8 % der Bevölkerung römisch-katholisch, 29,8 % protestantisch und 12,0 % konfessionslos.

## Verkehr
Zwei Autobahnen durchschneiden das Stadtgebiet in einem Abstand von weniger als einem Kilometer, die Autoroute 20 zwischen Montreal und Toronto sowie die Autoroute 40 in Richtung Ottawa. Baie-D’Urfé besitzt einen Bahnhof an der Haupteisenbahnlinie Montreal–Toronto; es verkehren exo-Vorortszüge vom Montrealer Bahnhof Lucien-L’Allier nach Vaudreuil-Dorion. Mehrere Buslinien der Société de transport de Montréal stellen Verbindungen mit den Nachbargemeinden her.